# Gran Premio motociclistico di Spagna 1965
Il Gran Premio motociclistico di Spagna fu il quarto appuntamento del motomondiale 1965.
Si svolse il 9 maggio 1965 sul Circuito del Montjuïc. Quattro le classi in programma: 50, 125, 250 e sidecar.
Nella gara della quarto di litro Phil Read ottenne la vittoria grazie alla caduta all'ultimo giro di Tarquinio Provini, sino ad allora in testa.
Dominio di Hugh Anderson in 50 e 125.
Nei sidecar, Max Deubel riuscì a battere Fritz Scheidegger.

## Classe 250
26 piloti alla partenza, 7 al traguardo.

### Arrivati al traguardo
| Pos | Pilota         | Moto      | Tempo         | Punti |
| --- | -------------- | --------- | ------------- | ----- |
| 1   | Phil Read      | Yamaha    | 1h 04' 03" 27 | 8     |
| 2   | Ramón Torras   | Bultaco   | +2' 56" 27    | 6     |
| 3   | Mike Duff      | Yamaha    | +1 giro       | 4     |
| 4   | Derek Woodman  | MZ        | +1 giro       | 3     |
| 5   | Kevin Cass     | Cotton    | +3 giri       | 2     |
| 6   | Alberto Pagani | Aermacchi | +3 giri       | 1     |
| 7   | Guinness Smyth | Bultaco   | +3 giri       |       |

### Ritirati
| Pilota              | Moto          | Motivo ritiro |
| ------------------- | ------------- | ------------- |
| Tarquinio Provini   | Benelli       | caduta        |
| José Maria Busquets | Montesa       |               |
| Jorge Sirera        | Montesa       |               |
| Ginger Molloy       | Bultaco       |               |
| Ramiro Blanco       | Bultaco       |               |
| José Medrano        | Bultaco       |               |
| Rex Avery           | Bultaco       |               |
| Jack Ahearn         | Cotton        |               |
| Bruno Spaggiari     | Ducati        |               |
| Ricardo Fargas      | Ducati        |               |
| Jim Redman          | Honda         |               |
| Bruce Beale         | Honda         |               |
| Heinz Rosner        | MZ            |               |
| Klaus Enderlein     | MZ            |               |
| Dieter Krumpholz    | MZ            |               |
| Keith Gordon        | Royal Enfield |               |
| Frank Perris        | Suzuki        |               |
| Ernst Degner        | Suzuki        |               |
| Martin Schneider    | Lube          |               |
| Graham Dickson      | Bultaco       |               |

## Classe 125
24 piloti alla partenza, 9 al traguardo.

### Arrivati al traguardo
| Pos | Pilota          | Moto    | Tempo      | Punti |
| --- | --------------- | ------- | ---------- | ----- |
| 1   | Hugh Anderson   | Suzuki  | 54' 33" 80 | 8     |
| 2   | Frank Perris    | Suzuki  | +21" 50    | 6     |
| 3   | Derek Woodman   | MZ      | +1' 32" 66 | 4     |
| 4   | Bruno Spaggiari | Ducati  | +1 giro    | 3     |
| 5   | Klaus Enderlein | MZ      | +1 giro    | 2     |
| 6   | Arthur Fegbli   | Honda   | +1 giro    | 1     |
| 7   | Mauricio Aschl  | Bultaco | +1 giro    |       |
| 8   | Bruce Beale     | Honda   | +2 giri    |       |
| 9   | Kevin Cass      | Bultaco | +2 giri    |       |

### Ritirati
| Pilota               | Moto    | Motivo ritiro |
| -------------------- | ------- | ------------- |
| Ramón Torras         | Bultaco |               |
| Ramiro Blanco        | Bultaco |               |
| Ginger Molloy        | Bultaco |               |
| José Medrano         | Bultaco |               |
| Ángel Nieto          | Derbi   |               |
| Rex Avery            | EMC     |               |
| Ernst Degner         | Suzuki  |               |
| Salvador Cañellas    | C.K.    |               |
| Heinz Rosner         | MZ      |               |
| Dieter Krumpholz     | MZ      |               |
| Hans-Georg Anscheidt | MZ      |               |
| Peter Eser           | Honda   |               |
| Martin Schneider     | Lube    |               |
| Luigi Taveri         | Honda   |               |
| Ralph Bryans         | Honda   |               |

## Classe 50
15 piloti alla partenza, 7 al traguardo.

### Arrivati al traguardo
| Pos | Pilota               | Moto     | Tempo      | Punti |
| --- | -------------------- | -------- | ---------- | ----- |
| 1   | Hugh Anderson        | Suzuki   | 30' 38" 08 | 8     |
| 2   | Ralph Bryans         | Honda    | +3" 93     | 6     |
| 3   | José Maria Busquets  | Derbi    | +16" 50    | 4     |
| 4   | Luigi Taveri         | Honda    | +38" 27    | 3     |
| 5   | Hans-Georg Anscheidt | Kreidler | +1' 26" 25 | 2     |
| 6   | Barry Smith          | Derbi    | +1' 29" 99 | 1     |
| 7   | Mitsuo Itoh          | Suzuki   | +1 giro    |       |

### Ritirati
| Pilota            | Moto     | Motivo ritiro |
| ----------------- | -------- | ------------- |
| Salvador Cañellas | Derbi    |               |
| Ángel Nieto       | Derbi    |               |
| Jacques Roca      | Derbi    |               |
| Kevin Cass        | Derbi    |               |
| Peter Eser        | Honda    |               |
| Ernst Degner      | Suzuki   |               |
| Ramón Torras      | Kreidler |               |
| Graham Dickson    | Derbi    |               |

## Classe sidecar
13 equipaggi alla partenza, 8 al traguardo.

### Arrivati al traguardo
| Pos | Pilota            | Passeggero       | Moto      | Tempo      | Punti |
| --- | ----------------- | ---------------- | --------- | ---------- | ----- |
| 1   | Max Deubel        | Emil Hörner      | BMW       | 57' 46" 53 | 8     |
| 2   | Fritz Scheidegger | John Robinson    | BMW       | +13" 98    | 6     |
| 3   | Arsenius Butscher | Wolfgang Kalauch | BMW       | +59" 21    | 4     |
| 4   | Otto Kölle        | Heinz Marquardt  | BMW       | +1' 22" 92 | 3     |
| 5   | Georg Auerbacher  | Peter Rykers     | BMW       | +1 giro    | 2     |
| 6   | Barry Thompson    | Richard Bradley  | BMW       | +3 giri    | 1     |
| 7   | R.H. Egalton      | n.d.             | Matchless | +3 giri    |       |
| 8   | Harald Wohlfart   | Armgard Neumann  | BMW       | +7 giri    |       |

### Ritirati
| Pilota              | Passeggero      | Moto   | Motivo ritiro |
| ------------------- | --------------- | ------ | ------------- |
| Colin Seeley        | Wally Rawlings  | BMW    |               |
| Hans-Peter Hubacher | n.d.            | BMW    |               |
| Florian Camathias   | François Ducret | BMW    | avaria        |
| Bill Boswerger      | John Mawby      | BMW    |               |
| John Sweet          | Geoff Beaujeux  | Norton |               |

## Fonti e bibliografia
- El Mundo Deportivo, 9 maggio 1965, pag. 11 e  10 maggio 1965, pag. 11.